# Henrik Rydström
Henrik Rydström est un ancien footballeur suédois, né le 16 février 1976 à Karlskrona en Suède. En dehors du football, Rydström est également enseignant, chroniqueur pour le quotidien Expressen, et blogueur sur le site internet du même quotidien.

## Biographie

### Sa relation avec l'équipe nationale
En dépit de ses 20 ans de carrière et de son importance dans le football suédois, Rydström n'a jamais été appelé en équipe nationale. Ce dernier reconnait toutefois que s'il avait été appelé, les relations auraient sans doute été tendues entre lui et l'ancien sélectionneur, Lars Lagerbäck, Rydström considérant que ce dernier avait tout simplement détruit tous les internationaux suédois, en dehors d'Anders Svensson. Par ailleurs, Rydström a également une opinion pour le moins originale sur les sélections internationales. En effet, à un journaliste qui lui posait la question de savoir où il se situait par rapport à l'équipe nationale, il répondit : « Je considère que la sélection n'a aucun intérêt. Les trucs qui se disent être suédoise et l'hystérie des drapeaux nationaux, ça m'a toujours donné froid dans le dos. J'y vois un parallèle direct avec un dangereux nationalisme ».

### Reconversion
Dans une interview, Rydström a indiqué qu'il se verrait bien devenir entraîneur de Kalmar, une fois les crampons raccrochés. Pour l'heure, il est également journaliste chroniqueur et enseignant en histoire-géographie et religion.
Henrik Rydström s'est aussi présenté avec le parti Social Démocrate à Kalmar.

## Palmarès

### Comme joueur
- Champion de Suède en 2008
- Vainqueur de la Coupe de Suède en 2007
- Finaliste de la Coupe de Suède en 2008 et 2011
- Vainqueur de la Supercoupe de Suède en 2009

### Comme entraîneur
Malmö FF
- Championnat de Suède (1)
  - Champion : 2023
- Coupe de Suède (1)
  - Vainqueur : 2024